# Deserto dell'Asia centrale settentrionale
Il deserto dell'Asia centrale settentrionale è un'ecoregione dell'ecozona paleartica, definita dal WWF (codice ecoregione: PA1310), che comprende una vasta area compresa tra il Kazakistan meridionale e l'Uzbekistan.

## Territorio
Questa ecoregione comprende la penisola di Mangyshlak, il settore centrale dell'altopiano di Ustyurt e le aree che contornano a nord e a sud il lago Balkhash. Il rilievo è piuttosto vario per forma ed origine. All'interno dell'ecoregione si trovano basse pianure litoranee in prossimità del mar Caspio, aridi altopiani pressoché privi di vegetazione (il settore settentrionale dell'Ustyurt e quello occidentale del Betpak-Dala), pianure ghiaiose e melkosopochnik (così vengono indicati in russo altopiani pesantemente segnati dall'erosione, come quelli che caratterizzano la penisola di Mangyshlak, il settore orientale del Betpak-Dala e la parte dell'ecoregione a nord del lago Balkhash). Qui sono rappresentati anche deserti sabbiosi (come quello di Muyunkum) e distese sabbiose in prossimità della sponda settentrionale del lago d'Aral e delle vicinanze del lago Balkhash. Queste vaste aree sono costituite da argille e alluvioni depositate dal corso inferiore dei fiumi Chu, Ili ed Emba.
Il clima, continentale, è caratterizzato da una forte escursione termica, con temperature medie comprese tra -10 e -15 °C in gennaio e 24 e 26 °C in luglio. Le precipitazioni sono distribuite in modo uniforme tra le varie stagioni, talvolta con picchi registrati in primavera. Sulla regione cadono in media 100–150 mm di pioggia all'anno, in alcuni casi anche 200 mm. In questo territorio inizia a farsi sentire l'influsso dell'anticiclone asiatico.

## Flora
Nell'ecoregione predominano specie alofile perenni. Tra le specie che prevalgono sui suoli argillosi della regione vi sono Anabasis salsa e Salsola orientalis e, nella parte occidentale, artemisie come Artemisia terrae-albae, A. turanica e A. gurganica. Comunità di piante costituite da Salsola arbuscula e Nanophyton erinaceum sono caratteristiche dei suoli ghiaiosi. Tipici dei suoli sabbiosi sono piccole piante psammofile come Krascheninnikovia ceratoides, Artemisia terrae-albae, A. santolina e A. songarica, arbusti come Calligonum aphyllum ed Ephedra lomatolepis, ed erbe psammofile come Agropyron fragile.
La flora di effimere primaverili non è così ricca come quella dei deserti meridionali, tuttavia in alcune annate il suolo è decorato da colorati tulipani (Tulipa greigii, T. albertii). Sui solonchak dominano piccole piante succulente alofile come Atriplex verrucifera, Kalidium foliatum, K. schrenkianum e Halocnemum strobilaceum, e da alofile annuali (specie dei generi Petrosimonia, Climacoptera e Suaeda).
Spiraeanthus schrenkianus (un relitto dell'era cenozoica) è una rara pianta che cresce nella zona centrale del Betpak-Dala. È associata ad una specifica comunità di specie peculiari degli ecosistemi desertici della penisola di Mangyshlak, dell'altopiano di Ustyurt e della depressione dell'Ili.

## Fauna
I mammiferi più comuni dei deserti settentrionali dell'Asia centrale sono il riccio dalle orecchie lunghe (Hemiechinus auritus), il riccio di Brandt (Paraechinus hypomelas) e la lepre di Tolai (Lepus tolai). Il citello giallo (Spermophilus fulvus) è caratteristico dei deserti argillosi e si nutre di piante effimere. Nell'ecoregione si trova una gran varietà di roditori, come gerbilli (Rhombomys, Meriones) e più di dieci specie di gerboa (Allactaga, Dipus, Paradipus, Eremodipus, Stylodipus). Sia i gerbilli che i gerboa giocano un ruolo importante nell'ecosistema dei deserti argillosi. Le tane scavate dai gerbilli, profonde e numerose, impediscono infatti lo sviluppo della vegetazione. Entrambi, comunque, costituiscono una parte significativa della dieta di predatori notturni come gufi, puzzole delle steppe (Mustela eversmanii) e volpi corsac (Vulpes corsac). Tra le specie endemiche di gerboa figurano il ghiro del deserto (Selevinia betpakdalaensis), il gerboa dalle dita a pettine (Paradipus ctenodactylus) e i gerboa a tre e a cinque dita (Salpingotus heptneri, Salpingotus pallidus, Cardiocranius). Endemici sono anche i rappresentanti di vari altri generi di mammiferi (tra cui Diplomesodon, Spermophilopsis, Pygeretmus, Allactodipus, Eremodipus).
La saiga (Saiga tatarica) un tempo era piuttosto comune in tutti questi deserti, dove giungeva per trascorrere l'inverno. Il numero di esemplari, tuttavia, si è ridotto notevolmente. Rare e minacciate di estinzione sono anche la gazzella gozzuta (Gazella subgutturosa) e la puzzola marmorizzata (Vormela peregusna). Negli anni ottanta sono stati effettuati proprio in questa ecoregione i primi tentativi di reintroduzione in natura del kulan, una sottospecie dell'asino selvatico asiatico (Equus hemionus). Fino a non molto tempo fa, il ghepardo (Acinonyx jubatus) sopravviveva ancora in alcune parti di questa ecoregione.
Tra gli uccelli più grandi di questa ecoregione vi sono l'ubara asiatica (Chlamydotis macqueenii), la grandule (Pterocles alchata), la ganga (P. orientalis), il corrione biondo (Cursorius cursor), l'aquila reale (Aquila chrysaetus), l'aquila delle steppe (A. nipalensis), il biancone (Circaetus gallicus), il capovaccaio (Neophron percnopterus) e il sacro (Falco cherrug). Tra le specie di uccelli più comuni figurano il culbianco isabellino (Oenanthe isabellina), la monachella del deserto (O. deserti), la sterpazzola nana (Sylvia nana), l'allodola del deserto (Ammomanes deserti), il corvo collobruno (Corvus ruficollis) e l'averla maggiore (Lanius excubitor). La ghiandaia terragnola del Turkestan (Podoces panderi) è un rappresentante raro e inusuale della famiglia dei Corvidi. Rara è anche la passera del deserto asiatica (Passer zarudnyi). L'ubara asiatica è una delle specie di uccelli più minacciate di questa regione. Migra dall'Arabia Saudita, attraverso Iran e Pakistan, fino all'Uzbekistan, al Kazakistan e al Turkmenistan. È minacciata dai cacciatori di élite, che spendono grandi quantità di denaro per avere l'opportunità di darle la caccia.
L'elenco dei rettili del deserto comprende un gran numero di agame testa di rospo, nello specifico l'agama testa di rospo dell'Uzbekistan (Phrynocephalus rossikowi), l'agama testa di rospo macchiata (P. guttatus), l'agama testa di rospo di Strauch (P. strauchi), l'agama testa di rospo dalla coda nera (P. maculatus), l'agama testa di rospo di Lichtenstein (P. interscapularis) e l'agama testa di rospo del Fergana (P. helioscopus). Tra gli altri rettili figurano gechi (Alsophylax pipiens, A. laevis), il geco dagli occhi a rana (Teratoscincus scincus), lo scinco serpente di Chernov (Ophiomorus chernovi), il corridore delle sabbie (Eremias scripta), il corridore delle sabbie a ocelli neri (E. nigrocellata), il varano grigio (Varanus griseus), il serpente derafshi (Lytorhynchus ridgewayi), il cervone orientale (Elaphe sauromates) e il cobra dell'Asia centrale (Naja oxiana). La fauna invertebrata dei deserti sabbiosi è particolarmente ricca, ed è rappresentata da specie quali cavallette, tenebrionidi, scarabeidi, farfalle, termiti e formiche.

## Popolazione
La popolazione umana dell'ecoregione del deserto dell'Asia centrale settentrionale è estremamente bassa e distribuita in modo molto disomogeneo, con la maggior parte degli insediamenti concentrati nelle aree più favorevoli, come le oasi, le valli fluviali (Ili, Chu, Emba), le zone irrigate e i margini delle steppe e delle montagne circostanti. I grandi spazi desertici dell'Ustyurt, della penisola di Mangyshlak, del Betpak-Dala e delle distese sabbiose del Muyunkum sono quasi completamente disabitati, fatta eccezione per piccoli insediamenti di pastori nomadi o semi-nomadi dediti all'allevamento di cammelli, ovini, caprini e cavalli, attività tradizionalmente praticate grazie alla mobilità richiesta dai rigidi cicli climatici e dalla scarsità di risorse idriche e foraggere.
Le densità abitative in queste zone sono tra le più basse dell'Asia, con villaggi, piccoli centri rurali e rare cittadine che sorgono soprattutto nei pressi di pozzi, laghi (come il lago Balkhash), stazioni di pompaggio, miniere e aree legate all'estrazione di petrolio, gas naturale e altri minerali, specialmente sull'altopiano di Ustyurt e nella penisola di Mangyshlak. La crescita di questi centri è stata spesso legata a progetti di sviluppo economico dell'era sovietica, come l'espansione delle attività minerarie, petrolifere, del gas e la costruzione di grandi canali irrigui.
L'allevamento transumante, ancora oggi praticato da alcune comunità di kazaki e karakalpaki, rappresenta una componente culturale storica di questi territori, anche se negli ultimi decenni il nomadismo tradizionale si è molto ridotto in favore di forme di sedentarizzazione, dovute sia alle politiche statali sia ai cambiamenti socio-economici. L'agricoltura irrigua è marginale, limitata alle aree lungo i fiumi e alle depressioni più favorevoli, dove vengono coltivati cereali, ortaggi e foraggi, ma la scarsità d'acqua e la salinità dei suoli pongono limiti severi all'espansione di queste attività.
La pressione antropica, nel complesso, è ancora relativamente contenuta su vaste porzioni dell'ecoregione, anche grazie all'aridità e all'isolamento dei territori più interni, ma nei pressi delle aree irrigate e lungo le principali vie di comunicazione (oleodotti, strade, ferrovie) sono più evidenti i segni dell'impatto umano, come la frammentazione degli habitat, il degrado di alcune praterie e il calo delle popolazioni di alcune specie faunistiche.
Infine, nelle zone periferiche e nelle vicinanze dei principali laghi (come il lago Balkhash e, in passato, il lago d'Aral), vivono comunità più stabili e relativamente numerose, dedite sia alle attività agricole sia alla pesca, anche se quest'ultima è stata fortemente compromessa dalla crisi ecologica che ha colpito i bacini lacustri della regione.

## Conservazione

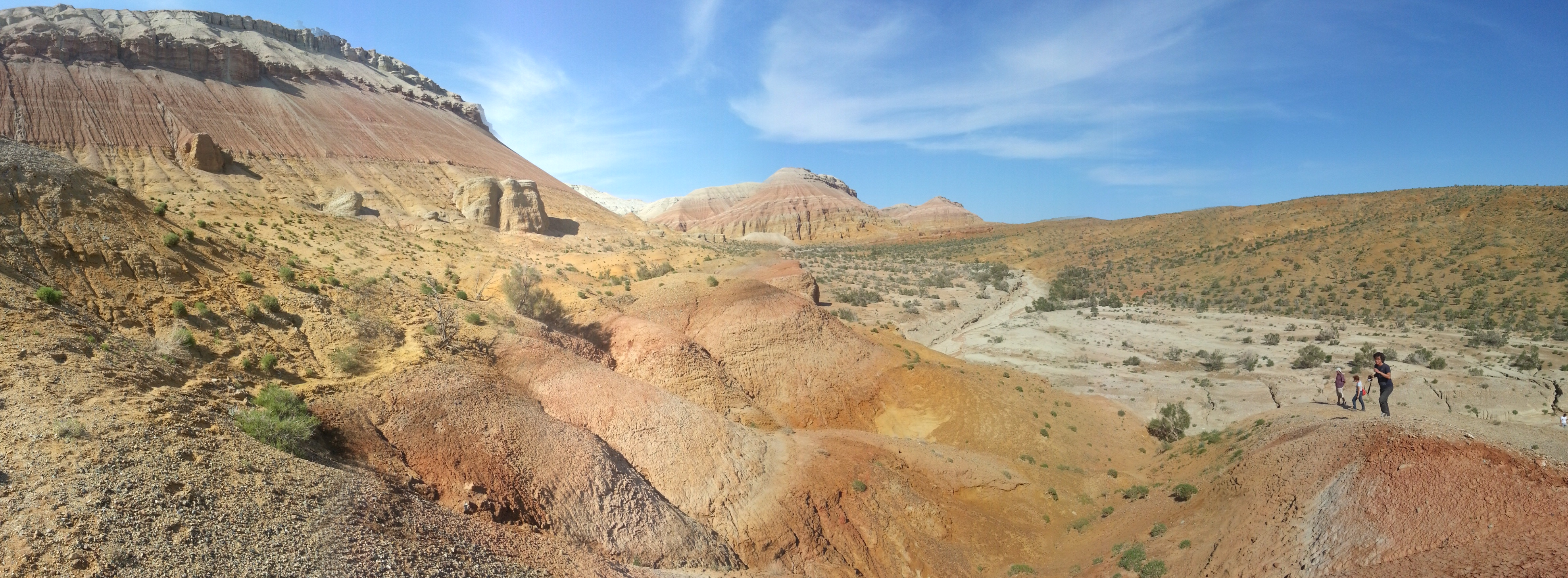
Parco nazionale di Altyn Emel, Kazakistan

Nell'ecoregione si trovano alcune aree protette, ma secondo i conservazionisti del WWF sarebbe di fondamentale importanza la creazione di una zapovednik transfrontaliera tra Turkmenistan, Kazakistan e Uzbekistan. Inoltre, la bassissima densità di popolazione dell'altopiano di Ustyurt offre importanti opportunità per la conservazione della natura.
Una delle sfortunate conseguenze delle attuali difficoltà sociali ed economiche è stata la carenza di fondi per le attività di conservazione della natura. Tuttavia, tre importanti riserve stanno ancora svolgendo egregiamente il loro operato. La riserva di Barsa-Kelmes (regione di Kyzylorda) venne istituita nel 1939 ed è situata sull'omonima isola del lago d'Aral. Estesa su una superficie di 30.000 ettari, ospita circa 250 specie di piante. Tra le specie qui protette vi sono l'asino selvatico asiatico, la gazzella gozzuta (Gazella subgutturosa), la volpe corsac, il lupo (Canis lupus) e 203 specie diverse di uccelli. La più estesa riserva naturale di Gaplaňgyr è situata al confine tra le ecoregioni dei deserti dell'Asia centrale settentrionali e meridionali. Si estende sull'altopiano argilloso omonimo, che costituisce un prolungamento meridionale dell'altopiano di Ustyurt. Qui si trovano alcune rare specie di animali, tra cui la gazzella gozzuta (Gazella subgutturosa), l'urial dell'Ustuyrt (Ovis orientalis cycloceros) e il tasso del miele (Mellivora capensis). Una numerosa popolazione di antilopi saiga migra qui dal nord del Kazakistan per trascorrere l'inverno. Tra le piante superiori qui presenti vi sono il cardo di Khiva, il tulipano turkmeno, la gipsofila di Antonia, l'acacia delle sabbie di Karelin e altre 55 specie endemiche. Istituita nel 1984 su un territorio di 223.000 ettari, la riserva di Ustyurt (Regione di Mangghystau) protegge una parte dell'altopiano omonimo. Ospita una ricca varietà di flora e fauna, tra cui 261 piante, 27 mammiferi, 111 uccelli e 27 rettili. Un esempio positivo di gestione e conservazione dell'ecosistema si può osservare nel parco nazionale Altyn-Emel (459.627 ettari). Situato nella valle del fiume Ili, in Kazakistan, venne istituito nel 1996 su una preesistente riserva di caccia statale di 48.000 ettari. Nonostante lo sviluppo dell'ecoturismo e la caccia grossa regolarizzata, la popolazione di ungulati qui presenti è in crescita. Per esempio, i 32 kulan reintrodotti inizialmente nella riserva erano saliti a 80 nel 1988 e a 500-600 nel 2000. Nella riserva vivono inoltre circa 7000 gazzelle gozzute (che erano circa 3000 nel 1988), circa 4000 stambecchi siberiani e 200 argali.